# Famille von Carlowitz
Pour les articles homonymes, voir Carlowitz.

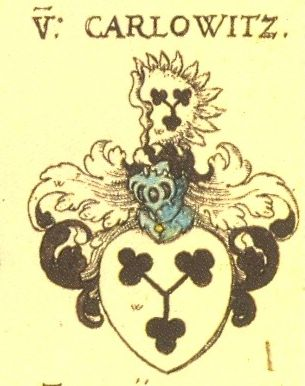
Armoiries de la famille von Carlowitz

La famille von Carlowitz est une famille de la noblesse immémoriale saxonne du margraviat de Misnie. Ils étaient au début vassaux des burgraves de Dohna.

## Historique
Un chevalier Othon de Karlwitz est mentionné en 1311 comme vassal d'Othon III de Donin. Hans von Carlowitz est l'ancêtre reconnu de la famille en 1375, vassal des Donin ou des Dohna. Sous le magraviat de Misnie, les Carlowitz agrandissent leurs terres et deviennent une famille puissante. Ils occupent de hautes fonctions à la cour de Saxe, mais aussi dans des principautés étrangères. Georg von Carlowitz (1471-1550) et son neveu Christoph von Carlowitz (1507-1578) sont conseillers des ducs de Saxe, et leurs descendants se transmettent des offices de génération en génération. Hans Carl von Carlowitz (1645-1714) s'occupe des finances du duché et est administrateur des mines de Saxe. Son livre Sylvicultura œconomica fait autorité à l'époque et dresse le constat de la nécessité d'une sylviculture durable.
Hans Georg von Carlowitz (de) (1772-1840) est ministre du royaume de Saxe et son fils Albert von Carlowitz (de) (1802-1874), parlementaire prussien. Il vécut au château de Wackerbarth (de), près de Radebeul. Adolph von Carlowitz est ministre de la guerre du royaume de Saxe en 1914 et général d'infanterie.

## Domaines

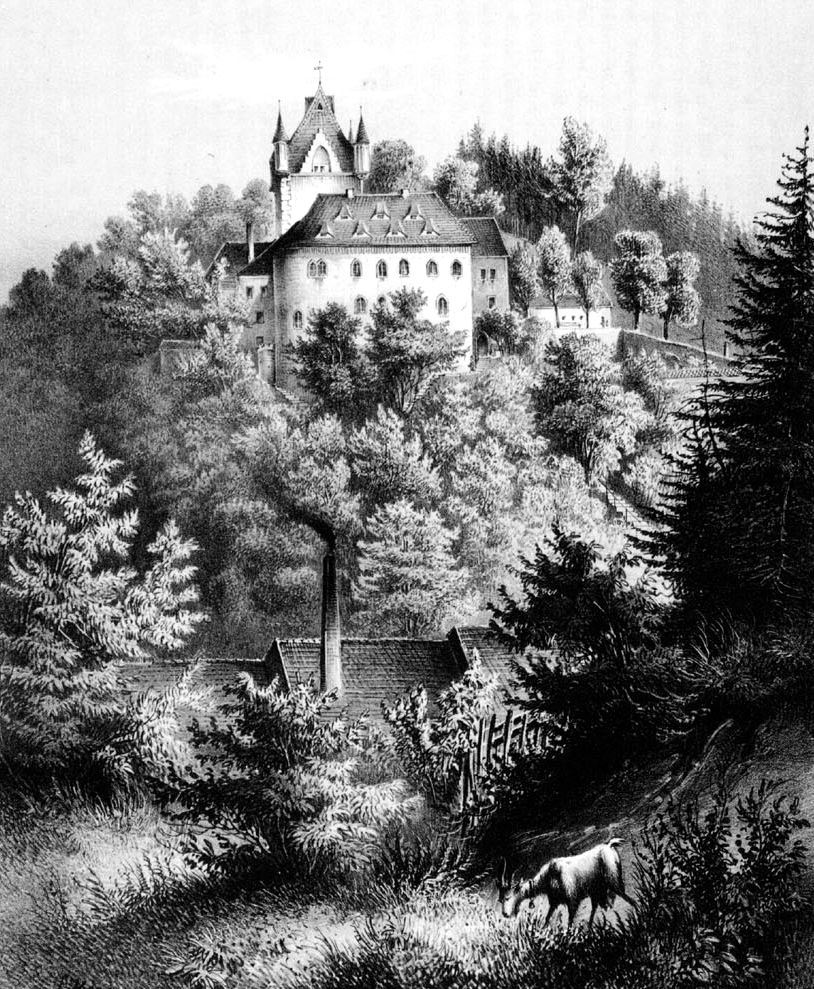
Le vers 1860

Parmi les domaines ou châteaux qui ont appartenu aux Carlowitz, l'on peut citer: Zuschendorf (1403-1695); Kreischa, avec Saida, Karsdorf et Zscheckwitz (1456-1663); Niedersedlitz (à partir de 1465); Wachwitz (XVe siècle); Hermsdorf (XVIe siècle) dont Friedersdorf, Gomlitz, Lausa, Wahnsdorf et Weixdorf; Pillnitz; Château de Kriebstein (XVIe siècle); Helmsdorf (XVe siècle); Rabenstein (XVIIe et XVIIIe siècles); Château de Schönfels (XVIIe et XVIIIe siècles); Großhartmannsdorf (1730-1930); Liebstadt avec le château de Kuckuckstein (de) et les villages de Wingendorf, Herbergen, Göppersdorf, Döbra et Berthelsdorf (1775-1931); Oberschöna avec Oberreichenbach et Kirchbach, près de Freiberg (depuis 1784); domaine de Steina près de Waldheim (à Hartha) (XVIIIe siècle), château de Proschwitz (XVIIIe siècle).

## Membres notables de la famille
- Adolf von Carlowitz (de) (1900-1966), haut fonctionnaire allemand
- Adolph von Carlowitz (1858-1922), ministre de la guerre saxon
- Albert von Carlowitz (de) (1802-1874), homme politique prussien
- Aloïse Christine de Carlowitz (1797-1863) romancière et traductrice
- Carl Adolf von Carlowitz (de) (1771-1837), général de l'armée impériale russe sous le règne d'Alexandre Ier
- Christoph von Carlowitz (de) (1507-1578), diplomate saxon
- Georg von Carlowitz (de) (1471-1550), conseiller à la cour de Saxe
- Georg Carl von Carlowitz (1616-1680), grand-écuyer à la cour de Saxe
- Hans von Carlowitz (de) (1849-1904), général saxon
- Hans von Carlowitz (1857-1930), général saxon
- Hans Georg von Carlowitz (de) (1772-1840), ministre saxon, père d'Albert
- Hans Carl von Carlowitz (1645-1714), administrateur des mines et forêts de Saxe
- Leo von Carlowitz (de) (1846-1907), général saxon
- Marie-Thérèse von Carlowitz (1812-1845), épouse d'Alexander von Hanstein, comte de Pöltzig et Beiersdorf
- Oswald Rudolf von Carlowitz (1825-1903), général de l'armée royale de Saxe
- Viktor von Carlowitz-Maxen (de) (1809-1856), spécialiste d'héraldique
- Wilhelm von Carlowitz (de) (né en 1944), homme politique allemand (CDU)
- Esther Dorothea von Carlowitz (de) (1894-1946), comtesse, journaliste, poète, mécène

## Pour approfondir